# محمد راشدی ابرکان
ابوعبدالله محمد راشدی همچنین شهرت‌یافته به ابرکان (به امازیغی: به‌معنای سیاه، سیاه‌پوست)، لقب‌گرفته به الشیخ الولی الصالح (نسب: محمد بن حسن بن مخلوف بن مسعود، مزیلی راشدی) (?-۱۴۵۳) محدث، فقیه و نویسنده مغربی بود که بیشتر در نیمهٔ اول سدهٔ نهم هجری زیست. «المشرع المهیّأ فی ضبط مشکل رجال الموطأ»، «الزند الواری فی ضبط رجال البخاری»، «فتح المبهم فی ضبط رجال مسلم»، «الثاقب فی لغة ابن الحاجب» و سه شرح نوشته بر شفا که «الغنیة» عنوان نهاد، از آثار اوست.